# Laurentophryne parkeri
Laurentophryne parkeri är en groddjursart som först beskrevs av Laurent 1950.  Laurentophryne parkeri ingår i släktet Laurentophryne och familjen paddor. IUCN kategoriserar arten globalt som otillräckligt studerad. Inga underarter finns listade i Catalogue of Life.